# Danuta Paziuk-Zipser
Danuta Paziuk-Zipser – polska śpiewaczka operowa i pedagog.
Absolwentka Akademii Muzycznej we Wrocławiu (klasa śpiewu Walerii Jędrzejewskiej). Była solistka Opery Wrocławskiej. 
Trzykrotna laureatka Srebrnej Iglicy (1967, 1969, 1981). 
Pedagog na Akademii Muzycznej we Wrocławiu gdzie prowadzi klasę śpiewu solowego. 
Wśród jej studentek były m.in.: Monika Cichocka, Aleksandra Kubas-Kruk, Ewa Małas-Godlewska i Agata Zubel. 
Profesor sztuk muzycznych (2003).

## Partie operowe
- Donna Elwira (Don Giovanni, Mozart)
- Fiordiligi (Così fan tutte, Mozart)
- Frasquita, Micaela (Carmen, Bizet)
- Goplana (Goplana, Żeleński)
- Hanna (Straszny dwór, Moniuszko)
- Małgorzata (Faust, Gounod)
- Rozalinda (Zemsta nietoperza, Strauss)
- Rozyna (Cyrulik sewilski, Rossini)
- Zuzanna (Wesele Figara, Mozart)[2]